# Ligescourt
Ligescourt is een gemeente in het Franse departement Somme (regio Hauts-de-France) en telt 268 inwoners (2025). De plaats maakt deel uit van het arrondissement Abbeville.

## Geografie
De oppervlakte van Ligescourt bedraagt 5,2 km², de bevolkingsdichtheid is 37,3 inwoners per km².
De onderstaande kaart toont de ligging van Ligescourt met de belangrijkste infrastructuur en aangrenzende gemeenten.

## Demografie
Onderstaande figuur toont het verloop van het inwonertal (bron: INSEE-tellingen).